# Sealyhamterrier
Sealyhamterrier är en hundras från Wales i Storbritannien. Den är en lågbent terrier. Den har ett ursprung som grythund och utterhund, men idag är den främst sällskapshund.

## Historia
Rasen skapades av den pensionerade kaptenen John Tucker Edwardes på godset Sealy Ham i grevskapet Pembrokeshire från mitten av 1800-talet. Han ville få fram en osedvanligt skarp jakthund med kraftiga käkar och tillämpade brutala metoder för "survival of the fittest". Förutom lokala terrier av obestämt ursprung korsade han in andra raser för att uppnå sitt mål. Det är inte dokumenterat exakt vilka raser han använde men man tror att det kan ha varit welsh corgi, Bull and Terrier, strävhårig foxterrier, dandie dinmont terrier och vita Highland Terrier (föregångare till west highland white terrier). I valpåldern fick hundarna öva på råttor och den slutgiltiga examen gick ut på att slåss mot en vildkatt. De hundar som lyckades döda katten användes i aveln, övriga sköts. På detta vis fick Edwardes fram en exteriört blandad stam avlad helt efter sina bruksegenskaper som jakthundar.
När Edwardes dog 1891 tog andra över hans arbete. 1903 deltog rasen på en lokal hundutställning. 1908 bildades en rasklubb som skrev den första rasstandarden. 1910 deltog rasen för första gången på en utställning arrangerad av den brittiska kennelklubben the Kennel Club som erkände rasen året därpå. Först därefter har rasen genomgått den förädling som gett rasen dess nuvarande utseende och civiliserade temperament.

## Egenskaper
Sedan rasen allt mer övergått till att vara en sällskapshund har sealyhamterrierns temperament blivit mildare. Den är en robust hund i förhållande till sin storlek, som till temperamentet skall vara uppmärksam, orädd och vänlig.

## Utseende
Pälsen är betydligt längre än hos de ursprungliga jakthundarna, men täckhåret skall ha den egenskapen att det ska vara strävt och hunden skall ha vädertålig underull. Färgen är vit, men på huvud och öron kan fläckar i gråblått, rödbrunt, grävlingsfärg eller citrongult förekomma.